# Aílton (Fußballspieler, 1980)
Aílton de Oliveira Modesto (* 27. Februar 1980 in Votuporanga, SP), besser bekannt als Aílton, ist ein ehemaliger brasilianischer Fußballspieler. Der 1,78 Meter große Rechtsfuß trat als Stürmer an.

## Karriere
1999 wechselte Aílton vom brasilianischen FC Santos zum portugiesischen Portimonense SC. Dort spielte er bis zur Saison 2002/03, zu deren Beginn er zum brasilianischen Verein CA Juventus wechselte. Nach zwei Jahren kehrte er wieder zu Portimonense zurück. Hier spielte er noch ein Jahr, ehe er sich in zur neuen Saison 2005/06 dem griechischen Verein Panachaiki anschloss. Hier spielte er nur für ein halbes Jahr; in der Winterpause wechselte er zum Zweitligisten Apollon Kalamarias. Auch dort spielte er nur für ein halbes Jahr in insgesamt drei Ligaspielen und wechselte zu Beginn der Saison 2006/07 zum Ligakonkurrenten PAS Ioannina. Nach Ablauf der Saison wurde sein Vertrag 2007 nicht verlängert. Daraufhin wechselte er zurück in seine Heimat Brasilien zum Londrina EC. Dort spielte er jedoch auch nur eine Saison, bevor es ihm zum CRA Catalano zog. 2009 unterschrieb er beim Operário FC. Nach zwei Jahren wechselte er 2011 zur AE Tiradentes. Auch hier blieb Aílton nur zwei Jahre. 2013 spielte er beim CA Votuporanguense. Danach beendete er 2014 seine aktive Laufbahn.